# Saturn Relay
La Relay è un'autovettura prodotta dalla Saturn Corporation dal 2005 al 2006. È stata commercializzata con un solo tipo di carrozzeria, monovolume quattro porte. Era basata sul pianale U della General Motors ed aveva il motore anteriore e trasversale. La trazione era anteriore oppure integrale.

## Storia
Il modello è stato introdotto nel model year 2005 ed è stato assemblato insieme ai suoi modelli omologhi, la Buick Terraza, la Chevrolet Uplander e la Pontiac Montana SV6, negli stabilimenti General Motors di Doraville, Georgia, Stati Uniti. La Relay è stata la prima vettura Saturn senza pannelli laterali in plastica, la prima Saturn che venne prodotta anche con marchio Chevrolet e Pontiac tramite badge engineering e il primo e unico modello Saturn con carrozzeria monovolume.
Il modello venne inizialmente introdotto con un solo motore disponibile, un V6 da 3,5 L di cilindrata che erogava 200 CV di potenza e 300 N·m di coppia. Nel 2006 venne aggiunto tra le opzioni un V6 da 3,9 L che sviluppava 240 CV e 332 N·m. Nel 2007 il motore da 3,5 L venne tolto dai listini e quindi il propulsore da 3,9 L restò l'unica opzione disponibile. Nell'occasione l'opzionale sistema a trazione integrale fu eliminato dall'offerta dato che non era in grado di supportare la grande coppia del propulsore da 3,9 L. Sempre nel 2007, per gli esemplari venduti alle aziende, venne previsto, tra le opzioni, un motore Flex. L'unica trasmissione disponibile per tutti i modelli e per l'intero periodo in cui la Relay restò in commercio fu un cambio automatico a quattro rapporti.
La Relay raggiunse tre giudizi di "buono" (massimo punteggio possibile) e due "accettabile" (il secondo giudizio più alto) nei crash test effettuati dall'Insurance Institute for Highway Safety (IIHS). In termini di utilizzo di carburante il modello consumava 12 L/100 km nel ciclo urbano e 9,4 L/100 km in autostrada.
Erano disponibili tre livelli di allestimento, 2FWD, 3FWD e 3AWD. Tutte le Relay erano in grado di ospitare sette passeggeri grazie a tre file di sedili. L'ultima fila di sedili era abbattibile e frazionabile 50/50. Era offerto il sistema OnStar e un lettore DVD per i passeggeri posteriori, mentre era opzionale il navigatore satellitare. Sull'allestimento più lussuoso erano installati di serie gli air bag laterali per i passeggeri anteriori, mentre sul secondo allestimento erano un optional. Gli airbag laterali per la seconda fila di sedili erano opzionali su tutti gli allestimenti.
Nel 2007, ultimo anno prima di uscire dai listini, i loghi della General Motors vennero tolti dalle portiere. Questi loghi erano stati aggiunti l'anno precedente. Sempre nel 2007 venne tolta dalle opzioni la trazione integrale. La Relay fu tolta dai listini nel 2007, mentre lo stabilimento di Doraville, dove veniva assemblata, chiuse il 26 settembre del 2008. L'ultima Relay uscì dalle catene di montaggio nel 2006. La Relay fu sostituita dalla Saturn Outlook, un crossover SUV a otto posti.

## Vendite
| Anno | Vendite negli Stati Uniti |
| ---- | ------------------------- |
| 2004 | 1.563                     |
| 2005 | 15.758                    |
| 2006 | 7.171                     |
| 2007 | 1.474                     |
| 2008 | 163                       |